# 윈난덤불쥐
윈난덤불쥐(Hadromys yunnanensis)는 설치류의 일종이다. 마니푸르덤불쥐의 이명으로 간주되다가 최근에 겨우 별도의 종으로 인정되었고, 알려진 정보가 거의 없다. 마니푸르덤불쥐에 비해 크기가 아주 크며, 꼬리가 비교적 짧고 하체는 마니푸르덤불쥐가 회색을 띠는 반면에 순백색을 띠며, 두개골에서 벌어진 치아 사이가 현저히 짧고 입천장도 짧다. 중국 윈난성에서만 발견되며, 루이리 시 퉁비관 자연보호구에서만 알려져 있다.